# Еберхард III фон Шлюселберг
Еберхард III фон Шлюселберг (на немски: Eberhard III von Schlüsselberg; † сл. 30 април 1306) е господар на Шлюселберг (днес част от Вайшенфелд) в Бавария.

## Произход
Той е син на Улрих фон Шлюселберг († 1288) и съпругата му Хедвиг фон Грюндлах († 1283/1288), дъщеря на Хердеген фон Грюндлах († 1285) и Ирментрудис († ок. 1279). Брат е на Улрих († 1322), епископ на Бамберг (1318 – 1321) и Бриксен (1322), и на Готфрид I фон Шлюселберг († 1306/1308).

## Фамилия
Еберхард III фон Шлюселберг има четирима сина:
- Конрад II фон Шлюселберг († 14 септември 1347), женен I. за Елзабет, II. пр. 20 октомври 1330 г. за Агнес фон Вюртемберг († 21 януари 1373)
- Бертхолд 'Млади' фон Шлюселберг († сл. 1296)
- Фридрих фон Шлюселберг († ок. 22 май 1308), приор в Пфафенмюнстер близо до Щраубинг и каноник в Регенсбург
- Хайнрих фон Шлюселберг († ок. 1312), свещеник във Вюрцбург. Той е извънбрачен син.